# Excalibur

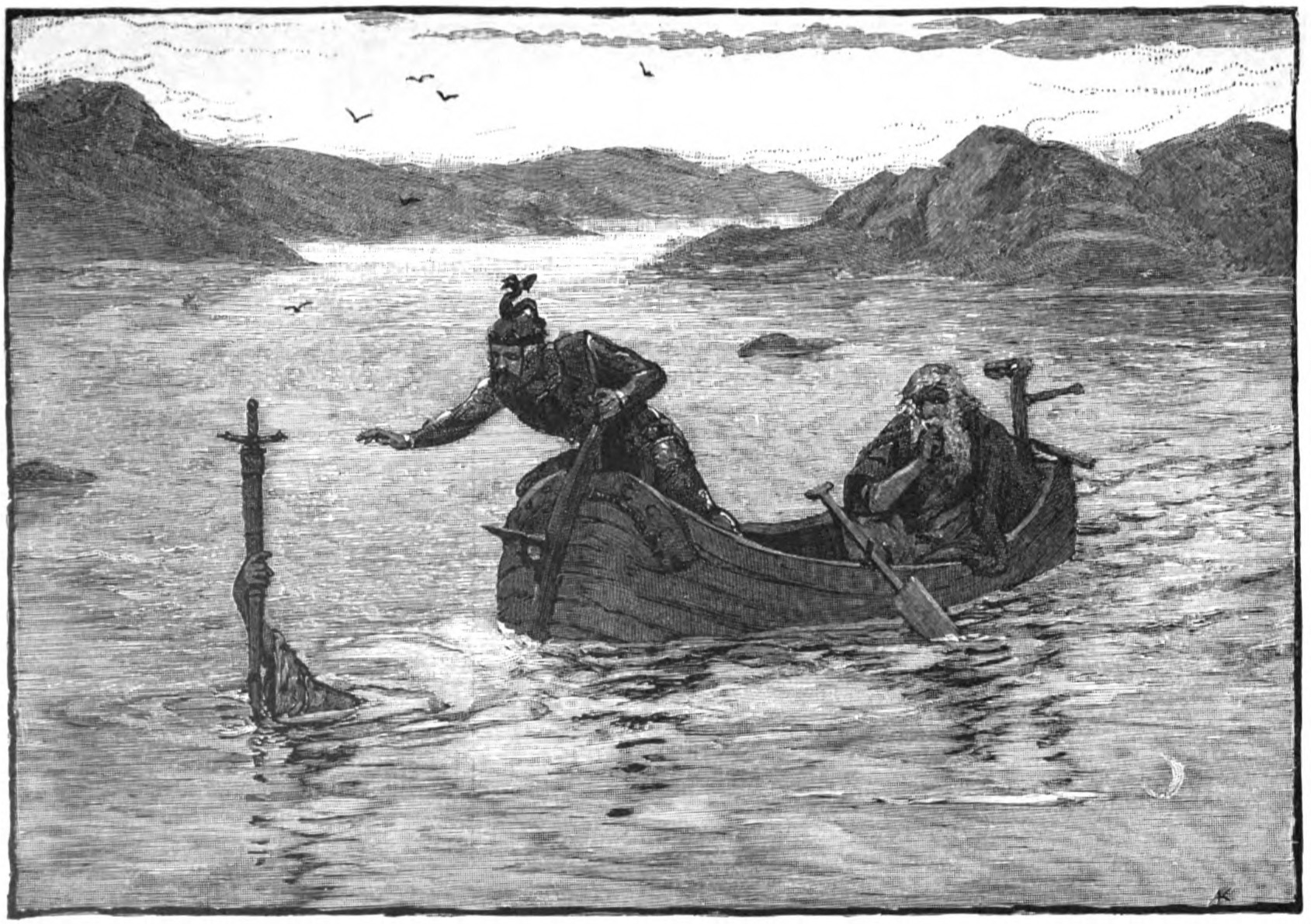
Paní Jezera dává Artuši meč Excalibur

Excalibur [ekskalibr] je historický  legendární magický meč, který používal britský král Artuš, známý z artušovských legend.
Občas bývá ztotožňován s mečem v kameni, který dokáže z kamene vytáhnout jen vyvolený vládce (např. jeden z nejznámějších filmů na Artušovské téma, Excalibur, z roku 1981). V dalších verzí pověsti dostane Artuš Excalibur od Paní Jezera (víla Vivian), když se nad hladinu vynoří její ruka držící meč. Podle jiných zdrojů byl ukován jako dar pro Julia Caesara a byl symbolem královské moci na britských ostrovech – viz film Poslední legie.
Král Artuš měl mít meč u sebe až do své poslední bitvy. Podobným způsobem, jako byl vzat, je meč i vrácen, když jej rytíř Bedivere hodí do jezera a vynoří se ruka, která jej zachytí. Legenda je často spojována s kouzelníkem Merlinem.